# Petrosia elephantotus
Petrosia elephantotus är en svampdjursart som beskrevs av Ilan, Gugel och van Soest 2004. Petrosia elephantotus ingår i släktet Petrosia och familjen Petrosiidae. Inga underarter finns listade i Catalogue of Life.